# بهوت
قرية بهوت هي إحدى القرى التابعة لمركز نبروه في محافظة الدقهلية في جمهورية مصر العربية. حسب إحصاءات سنة 2006، بلغ إجمالي السكان في بهوت 29729 نسمة، منهم 14993 رجل و14736 امرأة.

## التاريخ
قرية بهوت من القرى القديمة، حيث وردت باسم «بهوت» في أعمال الغربية ضمن قرى الروك الناصري التي أحصاها ابن الجيعان في كتاب «التحفة السنية بأسماء البلاد المصرية». وفي العصر العثماني وردت باسم «بهوت» في التربيع العثماني الذي أجراه الوالي العثماني سليمان باشا الخادم في عصر السلطان العثماني سليمان القانوني ضمن قرى ولاية الغربية، وفي تاريخ 1228هـ/1813م الذي عدّ قرى مصر بعد المسح الذي قام به محمد علي باشا باسم «بهوت» ضمن قرى مديرية الغربية.

## أشخاص من القرية
- منصور بن يونس البهوتي
- محمد الخلوتي البهوتي